# Station Hamburg-Langenfelde
Station Hamburg-Langenfelde (Haltepunkt Hamburg-Langenfelde, kort Haltepunkt Langenfelde) is een spoorwegstation in de plaats Langenfelde in het stadsdeel Stellingen van de Duitse stad en deelstaat Hamburg. Het station is onderdeel van de S-Bahn van Hamburg en alleen treinen van de S-Bahn kunnen hier stoppen. Het ligt op kilometer 2,6 aan de spoorlijn Hamburg Holstenstraße - Pinneberg. Het in 1962 geopende station heeft een eilandperron aan de voorstadssporen van de spoorlijn. De toegangstunnel tot het perron is tevens een van de toegangen tot de "Linse" (een woonwijk tussen de sporen).
Het station wordt door de lijnen S3 en S5 van de S-Bahn van Hamburg bediend, waardoor er directe verbindingen zijn in de richting van Pinneberg, Hamburg-Altona, de Hamburgse binnenstad en Stade.

## Geschiedenis
Een eerste treinstation in Langenfelde ontstond in 1884 bij de bouw van de spoorlijn Hamburg-Altona - Neumünster van de AKN Eisenbahn.
In 1911-1912 werd de spoorlijn tussen Altona en Quickborn op een spoordijk gelegd, hiervoor liep de lijn op maaiveldhoogte. Daarna verviel de halte in Langenfelde.
Het trajectdeel van de S-Bahn naar station Holstenstraße werd op 22 februari 1962 geopend. Een nieuw station Langenfelde werd geopend. Gelijktijdig werd de bediening van de lijn door de AKN tot Langenfelde ingekort. Tot 1965 bleef Langenfelde het zuidelijke eindpunt van de AKN en overstappunt tussen de S-Bahn en de AKN. De S-Bahnlijn via Eidelstedt tot Elbgaustraße werd op 26 september 1965 in gebruik genomen. Vanaf toen reed en rijdt de AKN tot Eidelstedt (op enkele treinen na).

### S-Bahnongeluk 1979
Op de vrijdagmorgen van 26 januari 1979 vond er in station Langenfelde een treinongeval plaats, waarbij 22 mensen gewond raakten. De eerste trein stond op het perronspoor richting het zuiden en reed verder. Achter hem reed een tweede trein type Baureihe 472 het station binnen, met een "oprijsein" (Ersatzsignal, wat betekent dat een rood hoofdsein voorbij gereden mag worden zonder toestemming), en in hetzelfde blok was de eerste trein er nog (wegrijdend). De machinist van de tweede trein had de eerste trein voor hem bemerkt, kon op tijd remmen en voorkwam hiermee een eerste botsing. Hij had wegens een opgetreden radiostoring zijn cabine verlaten, om via de toen nog actieve controleurs contact op te nemen met de centrale. Achter zijn trein reed nog een derde trein in de richting van Bergedorf namelijk een S-Bahn type Baureihe 470 die, na een noodremming, tegen de voor het station wachtende tweede trein reed.
Medeoorzaak van het ongeluk was een storing in de blokpost aan de Haferweg. Tegelijk was de jonge treindienstleidster duidelijk onervaren en had foutief de seinen op veilig gezet. De machinisten waren niet over de seinstoring op de hoogte. Het ongeval viel in de zware sneeuwbuien van de winter van 1978-1979, die de Hamburger S-Bahn plaagde met talrijke storingen door sneeuw en ijs, waardoor de S-Bahn veel kritiek kreeg.

## Treinverbindingen
De volgende S-Bahnlijnen doen station Langenfelde aan:
| Serie | Treinsoort        | Route | Bijzonderheden |
| ----- | ----------------- | --- | -------------- |
|       | S-Bahn (DB Regio) | Pinneberg – Elbgaustraße – Eidelstedt – Langenfelde – Altona – Hauptbahnhof – Harburg – Harburg Rathaus – Neugraben          |                |
|       | S-Bahn (DB Regio) | Elbgaustraße – Eidelstedt – Langenfelde – Dammtor – Hauptbahnhof – Harburg – Harburg Rathaus – Neugraben – Buxtehude – Stade |                |

Hamburg-Altona ·
Hamburg Diebsteich ·
Hamburg-Langenfelde · 
Hamburg-Stellingen ·
Hamburg-Eidelstedt ·
Hamburg Elbgaustraße ·
Krupunder ·
Halstenbek ·
Thesdorf ·
Pinneberg ·
Prisdorf ·
Tornesch ·
Elmshorn ·
Horst (Holst) ·
Dauenhof ·
Wrist ·
Brokstedt ·
Neumünster ·
Einfeld ·
Bordesholm ·
Flintbek ·
Kiel Hauptbahnhof